# René Mallieux
René Mallieux (Luik, 15 november 1906 - 9 november 1995) was een Belgisch hockeyer en alpinist.

## Levensloop
Mallieux was actief bij RFC Luik.
Daarnaast maakte hij deel uit van het Belgisch hockeyteam. Met de nationale ploeg nam hij onder meer deel aan de Olympische Zomerspelen van 1928.